# رازفان بوبا
رازفان بوبا (بالرومانية: Răzvan Popa)‏ هو لاعب كرة قدم روماني في مركز الوسط، ولد في 4 يناير 1997 في رمينكو فيلتشا في رومانيا. شارك مع منتخب رومانيا تحت 19 سنة لكرة القدم. أما مع النوادي، فقد لعب مع إنتر ميلان ودينامو بوخارست وريال سرقسطة وستيودينتيسك بوخارست ونادي بورغوس ونادي بوليتكنيكا ياش ونادي يونيفيرسيتاتيا كرايوفا.

## وصلات خارجية
- رازفان بوبا على موقع الاتحاد الأوربي (الإنجليزية)
- رازفان بوبا على موقع قاعدة بيانات كرة القدم.إي يو (الإنجليزية)
- رازفان بوبا على موقع Soccerway.com (الإنجليزية)
- رازفان بوبا على موقع عالم كرة القدم.نت (الإنجليزية)
- رازفان بوبا على موقع AS.com (الإسبانية)